# 지린시
지린시(중국조선어: 길림시, 중국어: 吉林, 병음: Jílín)는 중화인민공화국 지린성의 도시이다. 면적은 27,100 km2, 인구는 약 4,116,000 명이다. 쑹화강 인근 언덕에 자리하고 있다.
지린(吉林)은 동명의 성(省)과 시(市)가 있다. 지린성은 중국 성급 행정구역의 하나로 둥베이삼성 중의 헤이룽장성과 랴오닝성 사이에 있는 성이고 지린시는 지린성에서 두 번째로 큰 시이다.

## 역사
시명은 만주어로 ‘강가의 마을’을 의미하는 기린우라(吉林烏拉, 만주어: ᡤᡳᡵᡳᠨ ᡠᠯᠠ)에서 유래했다. 지린성 명칭의 유래가 된 도시이다.
부여시기에는 지금의 지린시 시가지 일대에 관지고성(官地古城), 동단산성, 룽탄 구 용담산의 용담산성, 남성자성등의 도성을 쌓고 지린시를 수도로 삼았다. 하지만 물길의 침공으로 지금의 랴오닝성 시펑 현일대로 이주했고 그 자리엔 물길과 이후에 등장하는 말갈, 그중에서도 속말말갈이 거주하게 되었다.
6세기 고구려가 말갈제부족중 속말말갈을 직접지배하면서 고구려의 영역으로 편입되었고 발해때는 속주(涑州)로 개편되었다.
명나라 때는 여진 안부가 이 땅을 지배하여, 안국으로 칭해지고 있었다. 1613년 이후는 누르하치의 지배가 시작되면서 후금의 영지가 되었다. 1671년 닝구타부도총이 지린성을 건설하여, 1727년에는 융지 주(永吉州)가 설치되어 1747년에 지린청이라고 개칭되었고, 1882년 지린부로 승격했다.
중화민국이 성립되면서 1913년에 지린부는 지린 현으로 격하되었고, 1929년에는 융지 현으로 개칭되었다. 1931년의 만주사변으로 관동군이 점령하였고, 만주국이 건국되면서 지린성 관공서가 설치되었다. 만주국 붕괴 후는 국공내전의 전장이 되었으며, 1948년 3월 9일에 중국공산당의 지배하에 들어가 지린성 인민정부가 옌지시에서 지린으로 이전하여, 3월 23일에 지린시 인민 정부가 성립되었다.
지린시에서 의열단이 탄생했다.
1954년에 지린성 인민정부는 창춘으로 이전되었다. 문화대혁명 때인 1968년에는 지린시 혁명 위원회가 통치를 했지만, 1980년에 인민 정부가 부활했다.

## 지리
지린시는 지린성 중앙부에 위치하며, 쑹화강의 연안에 있다. 쑹화 강은 북쪽 흘러 아무르강과 합류해 동해에 연결되는 수로이기 때문에 예부터 조선업이 번창했다. 동쪽은 옌볜 조선족 자치주, 서쪽은 창춘시, 쓰핑시, 북쪽은 헤이룽장성, 남쪽은 바이산시, 퉁화시와 접한다. 기온은 1월이 가장 춥고, 영하 8℃에서 영하 20℃까지 간다. 7월이 여름 성수기로 평균 21℃에서 23℃에 이르며, 36℃ 정도까지 오르기도 한다.
| 지린시의 기후                                                 | 지린시의 기후 | 지린시의 기후 | 지린시의 기후 | 지린시의 기후 | 지린시의 기후 | 지린시의 기후 | 지린시의 기후 | 지린시의 기후 | 지린시의 기후 | 지린시의 기후 | 지린시의 기후 | 지린시의 기후 | 지린시의 기후 |
| 월                                                            | 1월           | 2월           | 3월           | 4월           | 5월           | 6월           | 7월           | 8월           | 9월           | 10월          | 11월          | 12월          | 연간          |
| ------------------------------------------------------------- | ------------- | ------------- | ------------- | ------------- | ------------- | ------------- | ------------- | ------------- | ------------- | ------------- | ------------- | ------------- | ------------- |
| 역대 최고 기온 °C (°F)                                        | 5.4 (41.7)    | 12.8 (55.0)   | 20.0 (68.0)   | 30.6 (87.1)   | 34.8 (94.6)   | 35.1 (95.2)   | 35.4 (95.7)   | 35.7 (96.3)   | 30.4 (86.7)   | 27.9 (82.2)   | 19.6 (67.3)   | 11.5 (52.7)   | 35.7 (96.3)   |
| 일평균 최고 기온 °C (°F)                                      | −9.0 (15.8)   | −3.8 (25.2)   | 4.2 (39.6)    | 14.5 (58.1)   | 21.6 (70.9)   | 26.2 (79.2)   | 28.1 (82.6)   | 26.9 (80.4)   | 22.2 (72.0)   | 13.8 (56.8)   | 2.4 (36.3)    | −6.5 (20.3)   | 11.7 (53.1)   |
| 일일 평균 기온 °C (°F)                                        | −15.4 (4.3)   | −10.4 (13.3)  | −1.4 (29.5)   | 8.3 (46.9)    | 15.4 (59.7)   | 20.7 (69.3)   | 23.3 (73.9)   | 21.9 (71.4)   | 15.7 (60.3)   | 7.6 (45.7)    | −2.8 (27.0)   | −12.2 (10.0)  | 5.9 (42.6)    |
| 일평균 최저 기온 °C (°F)                                      | −20.8 (−5.4)  | −16.5 (2.3)   | −6.7 (19.9)   | 2.1 (35.8)    | 9.2 (48.6)    | 15.3 (59.5)   | 18.9 (66.0)   | 17.3 (63.1)   | 9.9 (49.8)    | 2.0 (35.6)    | −7.6 (18.3)   | −17.2 (1.0)   | 0.5 (32.9)    |
| 역대 최저 기온 °C (°F)                                        | −40.3 (−40.5) | −37.3 (−35.1) | −27.0 (−16.6) | −12.1 (10.2)  | −7.5 (18.5)   | 5.0 (41.0)    | 10.7 (51.3)   | 5.3 (41.5)    | −4.1 (24.6)   | −15.6 (3.9)   | −29.1 (−20.4) | −36.4 (−33.5) | −40.3 (−40.5) |
| 평균 강수량 mm (인치)                                         | 6.8 (0.27)    | 8.5 (0.33)    | 16.4 (0.65)   | 31.6 (1.24)   | 66.8 (2.63)   | 111.4 (4.39)  | 156.7 (6.17)  | 154.7 (6.09)  | 66.5 (2.62)   | 33.5 (1.32)   | 23.4 (0.92)   | 11.3 (0.44)   | 687.6 (27.07) |
| 평균 강수일수 (≥ 0.1 mm)                                      | 6.5           | 5.4           | 6.8           | 8.0           | 12.4          | 14.5          | 14.4          | 13.2          | 9.2           | 8.5           | 7.4           | 7.8           | 114.1         |
| 평균 강설일수                                                 | 9.1           | 6.9           | 7.7           | 2.9           | 0.1           | 0             | 0             | 0             | 0             | 2.2           | 7.3           | 10.2          | 46.4          |
| 평균 상대 습도 (%)                                            | 70            | 64            | 58            | 51            | 56            | 66            | 76            | 79            | 72            | 63            | 65            | 69            | 66            |
| 평균 월간 일조시간                                            | 135.0         | 161.6         | 190.5         | 190.5         | 212.7         | 205.0         | 184.9         | 193.1         | 205.1         | 171.4         | 137.0         | 120.3         | 2,107.1       |
| 가능 일조율                                                   | 47            | 54            | 51            | 47            | 46            | 45            | 40            | 45            | 55            | 51            | 48            | 43            | 48            |
| 출처: 중국기상국 (평년값: 1991년~2020년, 극값: 1971년~2010년) |               |               |               |               |               |               |               |               |               |               |               |               |               |

## 민족
한족이 전체의 90.79%를 차지하고 소수민족 인구는 33.39만 명이다. 그 중에서 만주족이 17.9만 명, 조선족이 11.3만 명이 거주한다.
| 민족이름                 | 한족      | 만주족  | 조선족  | 후이족 | 몽골족 | 먀오족 | 투자족 | 시버족 | 좡족  | 기타 민족 |
| ------------------------ | --------- | ------- | ------- | ------ | ------ | ------ | ------ | ------ | ----- | --------- |
| 인구 수                  | 3,289,805 | 179,907 | 113,038 | 26,731 | 9,207  | 635    | 586    | 562    | 522   | 2,720     |
| 인구비율(%)              | 90.79%    | 4.96%   | 3.12%   | 0.74%  | 0.25%  | 0.02%  | 0.02%  | 0.02%  | 0.01% | 0.08%     |
| 소수민족 인구 중 비율(%) | －        | 53.88%  | 33.85%  | 8.01%  | 2.76%  | 0.19%  | 0.18%  | 0.17%  | 0.16% | 0.81%     |

## 경제
시내에는 국가급 하이테크 기술산업 개발구와 경제기술 개발구가 있어, 2019년의 지역 생산총액은 1416억 6천만위안이고, 1인당 생산총액은 34335위안이었다.

## 교통

### 항공
지린시에는 지린 솽지 공항IATA: JIL, ICAO: ZYJL이 있었다. 그러나 2005년 10월 3일까지 모든 상업용 항공편을 새로 개설된 창춘 룽자 국제공항으로 이전되었고 지린 공항은 운항을 중단했다.
지린시 시가지는 창춘 룽자 국제공항에서 76km 정도 떨어져 있으며, 창춘 룽자 국제공항은 베이징 수도, 청두, 상하이 훙차오, 상하이 푸둥, 광저우, 선전, 샤먼, 항저우, 푸저우 등 20여 개 도시와 국내 연결을 맺고 있다. 중국동방항공과 중국남방항공도 창춘에서 일부 국제선을 직접 운항한다.

### 철도

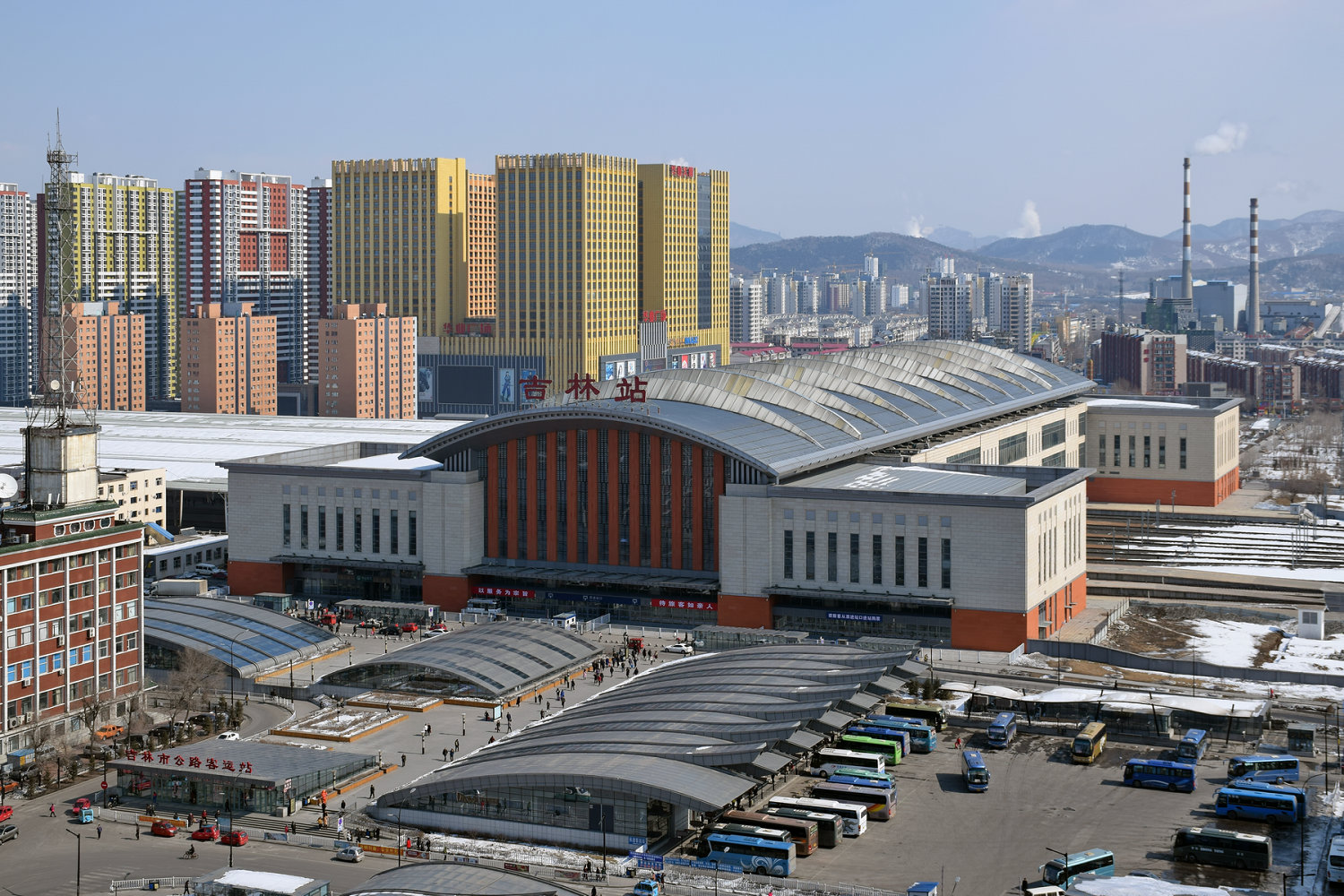
지린역

지린시의 주요 여객 철도역으로 지린 역이 운영되고 있다. 지린 역은 지린시 철도내의 유일한 여객터미널역으로 화물운송 업무를 처리하지 않는다. 이 역을 지나는 철도는 창투 철로, 선지 철로, 지수 철로, 창훈 성제철로가 있다. 철도 승차권은 지린 은행 지린지점 및 시내의 각 철도 매표 지점에서 판매된다.

### 도로 교통
시내 도로 총연장은 14,615 km에 달하며 (2007년), 국도 2개, 성도 6개, 현도 28개가 있다.
창지 고속공로는 1995년 5월 18일에 착공하여 1997년 9월 9일에 개통하였으며, 공사는 6차선에 따라 노반을 설치하였고, 초기에는 4차선을 부설하였으며, 장춘~룽자 국제공항 구간의 6차선 전환 공사는 2009년, 룽자~지린 구간의 6차선 전환은 2017년 9월 25일에 2년간 공사를 하였다.
지옌 고속공로는 2008년 9월 28일에 정식으로 개통되었다.
선지 고속공로 지린 구간(지린-차오스)은 2011년 9월 30일 개통되었고, 지린시 요성 고속공로(지린 외곽순환)는 2012년 연말에 개통되었다. 랴오닝 구간(선양~차오스)은 이미 2010년 9월 27일에 개통되었다.
그 외에도, 지헤이 고속공로가 건설 중에 있다.

## 행정 구역
시할구
- 룽탄구 (龍潭区)
- 펑만구 (豊満区)
- 촨잉구 (船営区)
- 창이구 (昌邑区)

현급시
- 화뎬시 (樺甸市)
- 쉬란시 (舒蘭市)
- 판스시 (磐石市)
- 자오허시 (蛟河市)

현
- 융지현 (永吉縣)

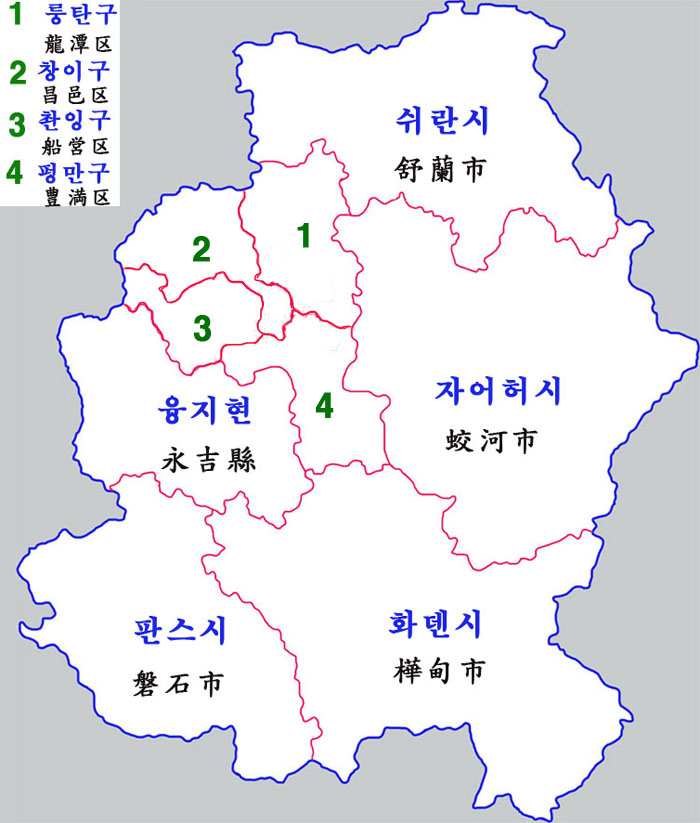
지린시 현급 행정구역도

지린시는 4개의 구와 4개의 현급시 1개의 현을 관할한다.

## 자매 도시
- 러시아 볼고그라드
- 러시아 나홋카
- 미국 스포캔
- 일본 마쓰에시
- 일본 야마가타시
- 대한민국 영양군

## 참조
1. ↑  中国气象数据网 – WeatherBk Data (중국어 간체). 중국기상국. 2023년 10월 5일에 확인함.
2. ↑  
中国气象数据网 (중국어 간체). 중국기상국. 2023년 10월 5일에 확인함.
3. ↑  吉林省第七次全国人口普查领导小组办公室、吉林省统计局. “吉林省人口普查年鉴-2020”.
4. ↑  China's Ertaizi Airport halts operation 보관됨 2014-01-13 - 웨이백 머신. Greater China Transport Logistic Insights. October 3, 2005. Retrieved on February 27, 2011.
5. ↑  “吉林市人民政府：公路交通基本情况”. 2010년 12월 20일에 원본 문서에서 보존된 문서. 2010년 7월 14일에 확인함.
6. ↑  “长吉高速开始单向封闭施工 为啥工期长达两年？”. 《凤凰网》. 2018년 3월 14일에 확인함.
7. ↑  “吉林日报：凝心聚力筑坦途——吉延高速公路建设纪实之一”. 2020년 8월 27일에 원본 문서에서 보존된 문서. 2010년 7월 14일에 확인함.